# Cantón de Laventie
El cantón de Laventie era una división administrativa francesa, que estaba situada en el departamento de Paso de Calais y la región de Norte-Paso de Calais.

## Composición
El cantón estaba formado por seis comunas:
- Fleurbaix
- Laventie
- Lestrem
- Lorgies
- Neuve-Chapelle
- Sailly-sur-la-Lys

## Supresión del cantón de Laventie
En aplicación del Decreto nº 2014-233 de 24 de febrero de 2014, el cantón de Laventie fue suprimido el 22 de marzo de 2015 y sus 6 comunas pasaron a formar parte; cuatro del nuevo cantón de Beuvry, una del nuevo cantón de Douvrin y una del nuevo cantón de Lillers.